# Дивись, хто говорить
Дивись, хто говорить (англ. Look Who's Talking) — кінофільм, знятий в 1989 році режисером Емі Хекерлінг.

## Сюжет
Моллі злегка за 30, вона працює бухгалтером і зустрічається зі своїм одруженим клієнтом Альбертом, який обіцяє одружитися з нею і кинути сім'ю. В один прекрасний день Моллі дізнається, що вагітна і разом з Альбертом вирішує залишити дитину. Своїм батькам і друзям вона каже, що скористалася послугами донора сперми. Незадовго до пологів Моллі бачить свого коханого в обіймах дівчини-дизайнера в кабінці для перевдягання в магазині. Альберт говорить, що він закохався, збирається піти від дружини і жити з цією дівчиною. Практично відразу після сварки у Моллі починаються пологи. Вона сідає в таксі до Джеймса, який відвозить її до лікарні. Мало того, в лікарні Джеймса приймають за батька дитини, і він присутній на пологах. У Моллі народжується хлопчик, якого вона називає Майкі. Через кілька днів таксист приїжджає додому до Моллі і привозить їй сумочку, яку вона забула у нього в машині. Через махінації з поштовою скринькою Моллі, Джеймс погоджується бути нянею для малюка. Після народження дитини Моллі ходить на побачення і намагається знайти собі чоловіка, який би став хорошим батьком її дитини. А Джеймс все більше і більше часу проводить з Майкі. Одного разу бос Моллі відправив її розібратися з рахунками Альберта, і він умовив її показати йому його дитину. Однак після цього візиту мама Майкі зрозуміла, що у цього чоловіка не може бути нічого спільного з нею та з її малюком.
Моллі, Джеймс і Майкі поїхали провідати дідуся Джеймса, який не зовсім уживався в будинку для літніх людей. Поки дорослі були зайняті своїми справами, малюк втік і забрався в машину, яку відвіз евакуатор. В результаті малюка знайшли стоячим посеред дороги серед машин.

## У ролях
| Актор             | Роль           |
| ----------------- | -------------- |
| Джон Траволта     | Джеймс         |
| Кірсті Еллі       | Моллі          |
| Олімпія Дукакіс   | Розі           |
| Джордж Сігал      | Альберт        |
| Ейб Вигода        | Дідусь         |
| Брюс Вілліс       | голос Майкі    |
| Твінк Каплан      | Рона           |
| Джейсон Шаллер    | Майкі          |
| Джаред Вотерхаус  | Майкі          |
| Джейкоб Гайнс     | Майкі          |
| Крістофер Ейдон   | Майкі          |
| Джой Баушел       | Мелісса        |
| Дон С. Девіс      | доктор Флейшер |
| Вільям Брюс Девіс | доктор         |
| Луїс Гекерлінг    | Лу             |

## Виробництво
Кірсті Еллі у своїх мемуарах зізналася, що закохалася в Джона Траволту під час зйомок, але залишилася вірна своєму чоловікові.
З усіх ролей, що він грав, Джон Траволта визнав: персонаж Джеймс найбільше схожий на його реальну особистість. Також актор сказав, що це був єдиний раз, коли після перегляду прем'єри фільму, актор знав, проект стане касовим хітом.  
Джеймс згадує, що живе в Інглвуді. Джон Траволта народився в Інглвуді, Нью-Джерсі.
Батько Емі Хекерлінг, Луї Хекерлінг, грає батька Моллі. Як і його персонаж у фільмі, він також був бухгалтером.